# Schonung

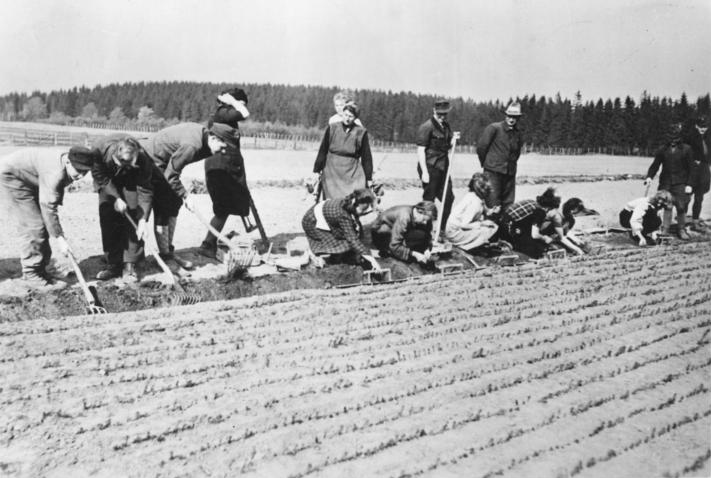
Eine Schonung wird gepflanzt.

Als Schonung wurden früher Bestände von jungen Bäumen bezeichnet, die besonders „geschont“ werden sollten. Während damals der Schutz vor Weidevieh eine besondere Rolle spielte, ist heute der Schutz vor Wildschäden (insbesondere Wildverbiss) vorrangig, weshalb Schonungen auch häufig eingezäunt werden. Auch das Betretungsrecht für den Menschen ist hier eingeschränkt. Allerdings wird in den heutigen Waldgesetzen nicht mehr von Schonungen, sondern zum Beispiel von Waldkulturen, Walddickungen (Niedersachsen) oder Verjüngungsflächen (Thüringen) gesprochen.